# Antigues comunes de la Catalunya del Nord
Aquesta pàgina relaciona totes les antigues comunes de la Catalunya del Nord que han existit des de la Revolució Francesa, així com de les creacions i les modificacions oficials de nom.
La llista no preveu les modificacions de territori d'una comuna, com el pas d'un nucli de població d'una comuna a una altra, per exemple.
La informació anterior al 1943 pot ser encara incompleta.

## Fusions
* Creació d'una nova comuna

### Entre 1790 i 1794
- Bell-lloc > Vilafranca de Conflent
- Bellpuig i Prunet > Prunet i Bellpuig*
- Boaçà > Alenyà
- Cabanes > Sant Genís de Fontanes
- Campome > Molig - comuna restablerta abans del 1800
- Castell Rosselló > Perpinyà
- Fetges > Sautó
- Flaçà > Jújols
- Sant Elm > Cotlliure
- Garrius > Salses
- Nidoleres > Trasserra
- Nyils > Pontellà
- La Pava > Argelers de la Marenda
- Prats de Balaguer i Sant Tomàs> Prats i Sant Tomàs*
- Roet > Llo
- Saorla > Vinçà
- Salelles > Cabestany - comuna restablerta el 1923
- Tatzó d'Amunt > Sant Andreu de Sureda
- Tatzó d'Avall > Argelers de la Marenda
- Vila-roja > Costoja

### Entre 1795 et 1800
- La Perxa > La Cabanassa

### 1803
- El Vilar > Vilallonga dels Monts

### 1821
- Llar > Canavelles

### 1822
- Aytua > Escaro
- Bajande > Estavar
- Cortals > La Llaguna
- En > Nyer
- Els Horts > Serdinyà
- La Vall > Sureda
- Marcèvol > Arboçols
- Marians > Soanyes
- Prats i Sant Tomàs > Fontpedrosa
- Ro > Sallagosa
- Serrabona > Bula d'Amunt
- Cirac > Rià i Cirac
- Toès de Llar > Toès entre Valls
- Torèn > Saorra
- Vià > Odelló
- Vendrinyans > Sallagosa
- Villerac > Clarà

### 1823
- Fontanills > Arles
- Palol > Ceret
- Sant Martí de Fenollar > Morellàs
- La Selva > Les Illes

### 1827
- Èvol > Oleta

### 1828
- Comes > Eus

### 1837
- Les Cluses i L'Albera > El Pertús - comunes restablertes el mateix any

### 1942
- Els Banys d'Arles i Palaldà > Els Banys d'Arles i Palaldà*

### 1962
- Montalbà dels Banys > Els Banys d'Arles i Palaldà

### 1971
- Canet de Rosselló i Sant Nazari de Rosselló > Canet de Rosselló i Sant-Nazari* - comunes restablertes el 1983

### 1972
- Morellàs, les Illes i Riunoguers > Morellàs i les Illes*
- Llo i Sallagosa > Sallagosa i Llo* - comunes restablertes el 1984
- Òpol i Perellós > Òpol i Perellós*
- Vallcebollera > Oceja - comuna restablerta el 1985.

### 1973
- Angostrina i Vilanova de les Escaldes> Angostrina i Vilanova de les Escaldes*
- Càldegues > La Guingueta d'Ix
- Llauró, Paçà i Torderes > Paçà, Llauró i Torderes* - comunes restablertes el 1989
- Rià i Orbanyà > Rià, Cirac i Orbanyà* - la comuna d'Orbanyà, restablerta el 1983; la resta adoptà el nom de Rià i Cirac).

### 1983
- Aiguatèbia i Talau > Aiguatèbia i Talau*.

## Creacions i restabliments

### Abans del 1800
- Restabliment de Campome a partir de Molig.

### 1822
- Creació de Portvendres per segregació de les comunes de Banyuls de la Marenda i de Cotlliure.

### 1832
- Creació de Vallcebollera per segregació de la comuna d'Oceja.

### 1837
- Restabliment de Les Cluses i de L'Albera a partir del Pertús
- Creació de Porta per segregació de la comuna de la Tor de Querol.

### 1851
- Creació del Pertús per segregació de les comunes de l'Albera i de Les Cluses.

### 1856
- Creació de Corbera la Cabana per segregació de la comuna de Corbera.

### 1860
- Creació de Portè per segregació de la comuna de Porta.

### 1862
- Creació del Tec per segregació de la comuna de Prats de Molló i la Presta.

### 1888
- Creació de Cervera de la Marenda per segregació de la comuna de Banyuls de la Marenda.

### 1923
- Restabliment de Salelles a partir de Cabestany.

### 1929
- Creació del Barcarès per segregació de la comuna de Sant Llorenç de la Salanca.

### 1983
- Restabliment de Canet de Rosselló i de Sant Nazari de Rosselló a partir de Canet de Rosselló i Sant Nazari, comuna aleshores suprimida
- Restabliment de Rià com a Rià i Cirac i d'Orbanyà a partir de Rià, Cirac i Orbanyà, comuna aleshores suprimida.

### 1984
- Restabliment de Llo i de Sallagosa a partir de Sallagosa i Llo, comuna aleshores suprimida

### 1985
- Restabliment de Vallcebollera a partir d'Oceja.

### 1989
- Restabliment de Llauró, de Paçà i de Torderes a partir de Paçà, Llauró i Torderes, comuna aleshores suprimida.

## Modificacions de nom
Els noms de les comunes de la Catalunya Nord són originalment catalans, i pràcticament tots van ser francesitzats en el seu moment. A part, el mateix nom de les comunes varià lleugerament al llarg dels temps.

### 1815
- Ix > Bourg-Madame (la Guingueta d'Ix)

### 1840
- Argelers > Argelers de la Marenda
- Els Banys d'Arles > Amélie-les-Bains

### 1893
- Vilafranca > Vilafranca de Conflent

### 1898
- Caudiers > Caudiers de Fenollet

### 1900
- Odelló > Odelló i Vià

### 1933
- Cornellà > Cornellà de Conflent
- Espirà > Espirà de Conflent
- Montalbà > Montalbà dels Banys
- Montalbà > Montalbà del Castell
- Pesillà > Pesillà de Conflent
- Prats > Prats de Sornià

### 1936
- Palau > Palau de Cerdanya

### 1953
- Illa > Illa de Tet
- La Roca > La Roca d'Albera
- Sant Pau > Sant Pau de Fenollet
- Vernet > Vernet dels Banys

### 1954
- Portè > Portè i Pimorent

### 1956
- Prats de Molló > Prats de Molló i la Presta

### 1957
- Odelló i Vià > Font-romeu, Odelló i Vià

### 1968
- Sant Genís > Sant Genís de Fontanes

### 1970
- Molig > Molig dels Banys

### 1983
- Caudiers > Caudiers de Conflent

### 1984
- La Clusa > Les Cluses

### 1986
- Salses > Salses del Castell

### 1992
- Montesquiu > Montesquiu d'Albera